# The Skeptics Society
The Skeptics Society (La Sociedad de los Escépticos) es una organización sin ánimo de lucro y financiada por sus miembros, dedicada a la promoción del escepticismo científico, tanto como a combatir la pseudociencia, superstición y creencias irracionales.
La sociedad de escépticos fue creada en el área de Los Ángeles en sustitución del anterior grupo Southern California Skeptics. Tras el éxito de su revista Skeptic, editada desde 1992, se convirtió en una organización a nivel nacional y más tarde a nivel internacional.

## Historia y filosofía
Fundada en 1992, en 2008 tenía 55.000 miembros por todo el mundo. Entre sus miembros más conocidos están Bill Nye "The Science Guy", la participante de Saturday Night Live Julia Sweeney, el biólogo Richard Dawkins y el astrónomo Neil deGrasse Tyson.
La asociación utiliza frecuentemente un punto de vista del siglo XVII del filósofo holandés  Baruch Spinoza:

I have made a ceaseless effort not to ridicule, not to bewail, not to scorn human actions, but to understand them.

 He hecho un esfuerzo incesante para no ridiculizar, no para lamentarme, no para despreciar las acciones humanas, sino para comprenderlas.

All our science, measured against reality, is primitive and childlike—and yet it is the most precious thing we have.
Toda nuestra ciencia, comparada con la realidad, es primitiva e infantil, y sin embargo, es lo más precioso que tenemos.

## Actividades
Algunas de sus actividades son:
- Edición de la revista Skeptic de la cual Michael Shermer es el editor jefe.
- Investigación y búsqueda de temas controvertidos
- Patrocinan una lectura mensual en el California Institute of Technology.
- Producen y venden audio y vídeo con lecturas de interés
- Mantienen un catálogo de libros sobre ciencia y escepticismo, con descuento para miembros.
- Organizan una conferencia científica anual sobre un tema que varía cada año.
- Mantienen un sitio web eSkeptic sobre noticias de ciencia y seudociencia.
- Mantienen "Skepticality", su podcast oficial.